# Spike Goddard
Richard "Spike" Goddard (17 augustus 1992) is een Australisch autocoureur. 

## Carrière

### Karting
Goddard begon zijn carrière in het karting op veertienjarige leeftijd en reed vooral in Australië.

### Formule Ford
In 2009 stapte Goddard over naar het formuleracing in de Australische Formule Ford NSW, waar hij de laatste drie races deelnam. In 2010 nam Goddard ook deel aan de Formule Ford Victoria in Australië, waar hij als derde in het kampioenschap eindigde.
Goddard stapte in 2011 over naar de Britse Formule Ford, waar hij ging rijden voor het team Jamun Racing. Hij eindigde in 24 races negentien keer in de punten met als hoogtepunt een vijfde plaats op Brands Hatch, waardoor hij als tiende in het kampioenschap eindigde.

### Formule 3

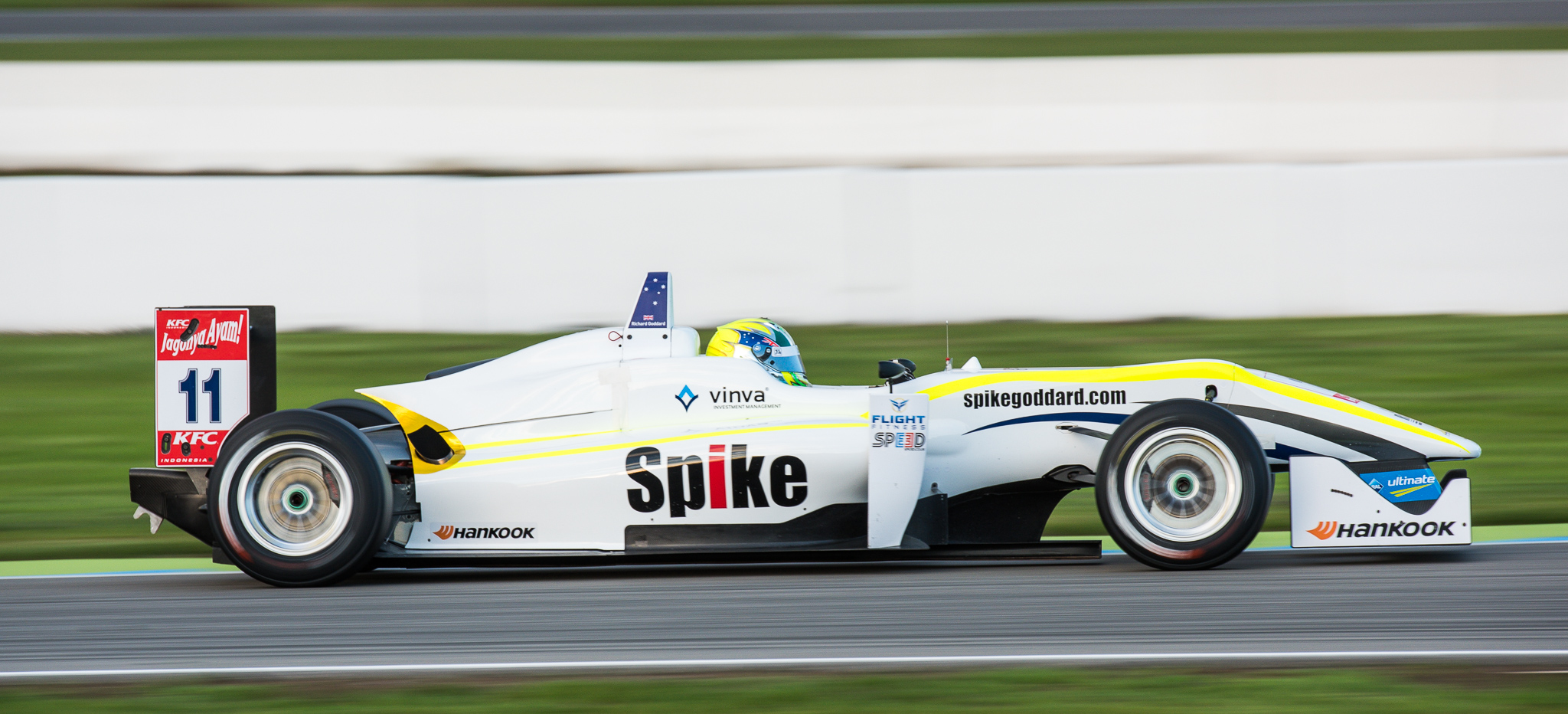
Spike Goddard in F3 - Hockenheimring 2014

In 2012 stapte Goddard over naar de Formule 3 in de rookieklasse van het Britse Formule 3-kampioenschap voor het team ThreeBond with T-Sport. Zijn landgenoot Duvashen Padayachee was zijn enige rivaal in deze klasse omdat zij de enigen waren die het gehele seizoen reden. Goddard won de rookieklasse uiteindelijk met 49 punten voorsprong op Padayachee.
Goddard zet zijn samenwerking met ThreeBond with T-Sport voort in 2013 in het nieuwe Europees Formule 3-kampioenschap.

### Toyota Racing Series
Goddard nam in de winter van 2013 deel aan de Toyota Racing Series in Nieuw-Zeeland voor het team M2 Competition, waarin hij als zeventiende in het kampioenschap eindigde als laagst geplaatste van de coureurs die het gehele seizoen deelnamen.